# Коніші Кен'їчі
Коніші Кен'їчі (20 березня 1909 — 20 березня 1986) — японський хокеїст на траві.
Срібний призер Олімпійських Ігор 1932 року.